# Bataille de Saint-Julien
Sixième Coalition
Batailles
Campagne de Russie (1812)
- Liste des batailles
- Mir
- Moguilev
- Ostrovno
- Vitebsk
- Kliastitsy
- Smolensk
- 1re Polotsk
- Valoutina Gora
- Moskova
- Moscou
- Winkowo
- 2e Polotsk
- Maloïaroslavets
- Gorodnia
- Czaśniki
- Viazma
- Smoliani
- Krasnoï
- Bérézina

Campagne d'Allemagne (1813)
- Dantzig
- Lunebourg
- Möckern
- Lützen
- Bautzen
- Reichenbach
- Haynau
- Luckau
- Hoyerswerda
- Lauenbourg
- Goldberg
- Gross Beeren
- Katzbach
- Dresde
- Kulm
- Dennewitz
- Peterswalde
- Liebertwolkwitz
- Leipzig
- Hanau
- Sehested
- Torgau
- Hambourg

Campagne de France (1814)
- Sainte-Croix-en-Plaine
- Besançon
- Mayence
- Metz
- Saint-Avold
- 1re Saint-Dizier
- Brienne
- La Rothière
- Campagne des Six-Jours (Champaubert
- Montmirail
- Château-Thierry
- Vauchamps)
- Mormant
- Montereau
- Bar-sur-Aube
- Saint-Julien
- Laubressel
- Berry-au-Bac
- Craonne
- Coutures
- Laon
- Soissons
- Mâcon
- Reims
- Saint-Georges-de-Reneins
- Limonest
- Arcis-sur-Aube
- Fère-Champenoise
- 2e Saint-Dizier
- Meaux
- Claye
- Villeparisis
- Paris

- Feistritz
- Caldiero (en)
- Trieste
- Mincio

- Hoogstraten (de)
- Anvers
- Berg-op-Zoom
- Courtrai

La bataille de Saint-Julien a eu lieu le 1er mars 1814 dans le cadre de la campagne du nord-est de la France de la guerre de la sixième coalition.
Dans le cadre de la contre-offensive mise en place par le maréchal Pierre Augereau contre les unités autrichiennes du général Ferdinand Bubna qui avaient envahi la Savoie, la division française du général Jean Gabriel Marchand attaqua les troupes autrichiennes du général Johann Klebelsberg qui tenaient la ville de Saint-Julien -en-Genevois ; s'ensuivirent de durs combats, à l'issue desquels les Français furent contraints de battre en retraite à court de munitions.

## Contexte

### L'invasion du sud-est de la France
Le 21 décembre 1813, des unités autrichiennes de l'armée de Bohême du maréchal Karl Philipp Schwarzenberg lancent l'invasion de la France napoléonienne en pénétrant sur le territoire suisse et traversant le Rhin entre Bâle et Schaffhouse, sans rencontrer aucune opposition de la part des forces helvétiques. Après avoir traversé le Rhin, l'armée de Bohême fait un mouvement à revers à droite et entre en France à travers la frontière franco-suisse .
L'avant-garde de l'armée était représentée par la 1re division légère du général Ferdinando Bubna, forte de 6 388 hommes et de 24 canons, qui arrive aux portes de Genève le 30 décembre. Le commandant de la garnison française de la ville est victime d'un ictus et ses 1 500 soldats capitulent immédiatement sans offrir de résistance, remettant aux Autrichiens l'important arsenal amassé dans la ville. Après ce succès, Bubna fut laissé libre d'agir de manière indépendante et le 11 janvier 1814, les Autrichiens poussent vers le sud, occupant Bourg-en-Bresse. Napoléon confie alors  la défense de Lyon au maréchal Pierre Augereau, le chargeant de mener des actions contre l'aile gauche de l'armée de Schwarzenberg et de reprendre Genève. 10 000 unités d'infanterie et de cavalerie sont rappelées du front oriental des Pyrénées pour aller renforcer l'armée du maréchal Augereau à Lyon .
Augereau atteignit Lyon le 14 janvier, où il fut informé par le général Louis François Félix Musnier que seuls 1 200 soldats et 500 conscrits inexpérimentés étaient disponibles pour défendre la ville. Laissant Musnier faire ce qu'il peut pour défendre Lyon, Augerau se dirigea alors vers Valence pour lever de nouvelles troupes. Le 16 janvier, les premières patrouilles autrichiennes étaient arrivées en vue de Lyon, et craignant que ses maigres soldats ne sfûrent suffisants, Musnier évacua la ville le 17 janvier pour se réfugier sur la rive ouest de la Saône. Informé de ces développements, Bubna  envoya un émissaire pour exiger la reddition de la ville, mais le négociateur autrichien fut accueilli par une foule hostile qui le menaça de le lyncher. Musnier joua d'astuce mit tout en œuvre pour rendre plus importantes ses forces et l'hostilité de la population locale aux yeux des Autrichiens. Bubna renonça immédiatement à occuper la ville, permettant à Musnier de la réoccuper. Le 19 janvier, 1 200 soldats français arrivent de Valence, permettant au général Musnier de chasser les patrouilles autrichiennes de la banlieue de Lyon .

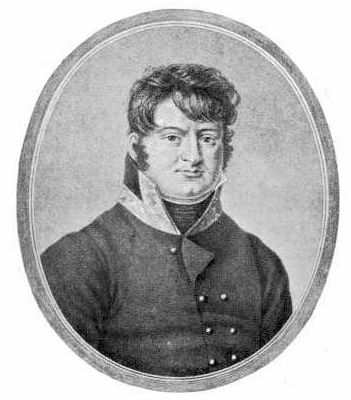
Portrait du XIXe siècle de Ferdinand Bubna, commandant des forces autrichiennes en Savoie en 1814.

Le 20 février, 900 soldats et 20 canons français rejoinrent Lyon, suivis le 21 par Augereau à la tête de 200 cavaliers. À cette date, la colonne de Bubna s'était retirée vers le nord à Pont-d'Ain, abandonnant également Mâcon peu de temps après. L'Autrichien perdit ainsi une très bonne opportunité de capturer une ville importante et d'éliminer la menace pesant sur les lignes d'approvisionnement de Schwarzenberg. Pendant ce temps, les unités autrichiennes avaient envahi la Savoie en occupant Aix-les-Bains et Chambéry. Le second corps d'armée du général Alois von Liechtenstein avait bloqué Besançon et le gros de l'armée de Bohême était en marche vers le nord-ouest sur la route de Paris .

### La contre-offensive française
En février 1814, des renforts venus des Pyrénées avaient permis à Augereau d'organiser son armée en quatre divisions, affectées aux généraux Musnier (5 500 hommes), Claude Marie Pannetier (4 200 hommes), Martial Bardet (3 500 hommes) et Jean Gabriel Marchand (4 800 hommes) ; Le général Alexandre Elisabeth Michel Digeon commandait un contingent de 2 000 cavaliers et en réserve 3 000 gardes nationaux encore inaptes au front. Avec ces troupes, Augereau décida de lancer une contre-offensive contre les forces de Bubda, qui s'étaient élevées, entre-temps, à un total de 12 000 hommes.
Le 17 janvier, Augereau envoyait Musnier et Pannetier frapper l'ennemi au nord-est de Lyon en direction de Genève, où ils devaient rencontrer Marchand qui devait arriver depuis Savoie. Pannetier s'empara de Villefranche-sur-Saône le 18 février et de Mâcon le lendemain, mettant en déroute un contingent de 3 000 Autrichiens et faisant 300 prisonniers. Musnier s'était déplacé vers le nord-est et captura les villes de Meximieux le 18 février et Nantua le 19 février. Musnier repoussa l'ennemi vers le nord obligeant Bubna à abandonner Bourg-en-Bresse le 20 février. Informé de ces développements, Schwarzenberg détacha de son armée le Premier Corps du général Federico Bianchi, une division de réserve et d'autres troupes additionnelles pour marcher rapidement sur Dijon . Pendant ce temps, Napoléon encouragea Augereau à avancer sur Chalon-sur-Saône pour porter la menace sur les lignes de ravitaillement de Schwarzenberg .

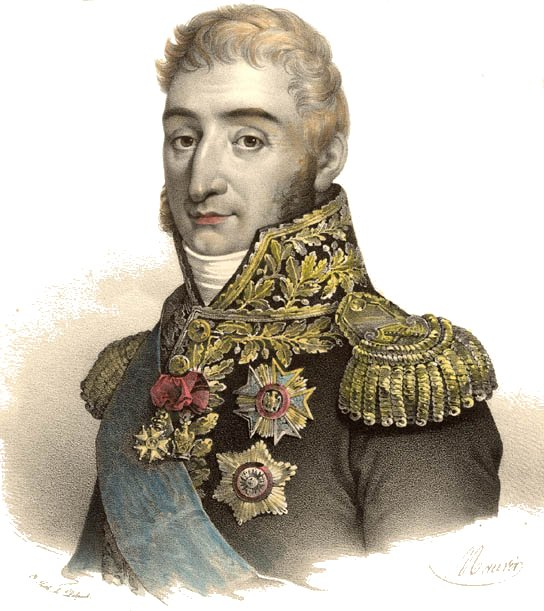
Le maréchal Augereau dans un portrait de François-Séraphin Delpech

Entre-temps, le 15 février, Marchand avait quitté la Savoie, capturant le col stratégique des Échelles. Le lendemain, les Français de Marchand atteignirent Chambéry qui était défendu par un contingent de 1 400 soldats commandé par le général Joseph Marie Dessaix qui avait chassé de Montmélian un régiment de Grenzers autrichiens. Ainsi les unités autrichiennes du général Johann Nepomuk von Klebelsberg, fortes de 2 200 à 3 000 fantassins et 800 cavaliers, abandonnèrent Chambéry le 19 février après avoir été débordées, se repliant sur une position défensive au sud d'Aix-les-Bains situé sur la rive droite du lac du Bourget. Le 22 février, les Français chassèrent les troupes de Klebelsberg de cette position avec une brillante charge de cavalerie .
Napoléon fut plutôt assez critique sur la stratégie d'Augereau : dans une lettre, l'empereur lui ordonna de rassembler ses forces dispersées pour reformer une seule grande armée qu'il devait personnellement diriger. Alors que l'offensive française s'arrêtait pour mettre en œuvre cette réorganisation, Bubna s'empressa de renforcer ses positions : la brigade du général Georg Heinrich von Scheither reçut l'ordre de tenir Chalon-sur-Saône jusqu'au dernier homme, tandis que la brigade du général Joseph Klopstein von Ennsbruck fut envoyée pour défendre Genève . Le 24 février, la brigade du général Joseph Serrant, unité de tête de la division Marchand, quitta Aix-les-Bains et repoussa les Autrichiens hors d'Albens où la route principale bifurque ; ayant pris la bifurcation menant à droite menant vers Annecy, Le général Serrant reprit la ville aux Autrichiens. Le lendemain il les poursuivait vers le nord jusqu'à Allonzier-la-Caille. Ce même 25 février, la brigade autrichienne de Klopstein rejoignait les troupes de Klebelberg à Frangy. Marchand, lui, marchait depuis Albens sur l'embranchement gauche, vers Rumilly, et allait occuper Frangy le 27 février .

## La bataille

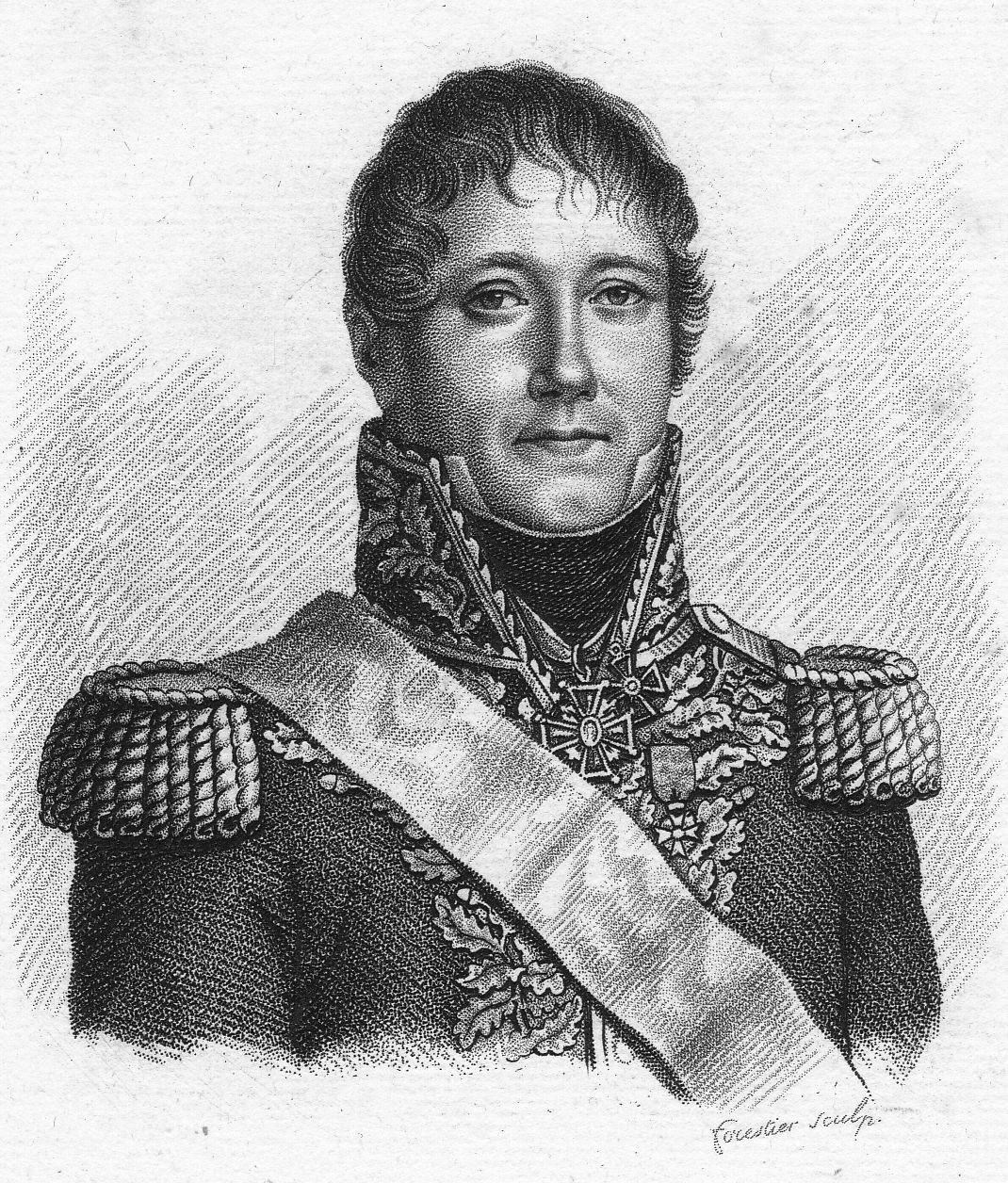
Portrait d'époque de Jean Gabriel Marchand

Klebelsberg avait sous ses ordres 5 600 hommes divisés en dix bataillons d'infanterie et huit escadrons de cavalerie, appuyés par 29 canons. Comptant sur le fait que Bubna pourrait bientôt lui envoyer des renforts à travers le territoire suisse, Klebelsberg se déployait en position défensive : la brigade du général Theophil Joseph von Zechmeister était déployée sur sa gauche à Archamps tandis que la brigade du général Klopstein avait pris position sur la droite à Saint-Julien-en -Genevois et Bardonnex  . Marchand ordonna à Serrant de remonter les pentes du Mont Salève pour déborder la position de Zechmeister, tandis que Dessaix fut envoyé pour attaquer le flanc droit de Klopstein aux villages de Thairy et Thérens (prononcer "train"); Marchand se dirigea contre le centre des positions autrichiennes à Saint-Julien .
Le 1er mars, à 08h00, Serrant commença à repousser les positions avancées du bataillon du Grenzer Warasdiner Kreuzer Regiment au Petit Châble vers la principale ligne de défense autrichienne à La Place près d'Archamps. Deux heures plus tard, la brigade Desaix se déplaça en trois colonnes et chassa les Autrichiens des villages de Viry, Présilly et Songy. un demi-bataillon autrichien du régiment d'infanterie Wenzel Colloredo retint l'avancée des français jusqu'à ce qu'il soit débordé par l'une des colonnes de Dessaix venant de Songy .
Dans le cadre de ses tentatives de déborder les autrichiens par la gauche, Dessaix ordonna à un bataillon de traverser le ruisseau d'Aire vers les villages de Thairy et Crache. Pour contrer ce mouvement, les Autrichiens déplacèrent un bataillon du régiment Wenzel Colloredo vers leur droite, mais malgré cela, Dessaix réussit à capturer les villages de Crache et Thairy et une partie des hauteurs environnantes. Pendant ce temps, la colonne centrale de Marchand atteignit les hauteurs au sud de Saint-Julien et commença à attaquer la cité. Cet assaut fut cependant bloqué par trois compagnies du régiment Grenzer Peterwardeiner et du régiment Colloredo. Marchand lança un deuxième assaut à nouveau repoussé par une contre-attaque de deux compagnies et demie du régiment d'infanterie de Vogelsang. Après ce succès, les Autrichiens des régiments Vogelsang et Colloredo avancèrent et réoccupèrent Thairy.
Desaix lança des forces fraîches dans la bataille, mais ses efforts de débordement de la droite des autrichiens furent repoussés par cinq compagnies du régiment d'infanterie de Kaunitz. À la tombée de la nuit, Desaix tenait Thairy et avait des troupes en mouvement dans la gorge des Turnes. Marchand ordonna un troisième assaut sur Saint-Julien, mais sa colonne subit le feu d'une batterie autrichienne de 14 canons : les pièces autrichiennes submergèrent rapidement l'artillerie française, mettant hors de combat deux ou trois canons ennemis. Alors que les deux camps se préparaient à camper pour la nuit sur le champ de bataille, Marchand fut contrarier de découvrir que ses troupes avaient épuisé la plupart de leurs munitions. Le général dut finalement ordonner une retraite de 100 kilomètres jusqu'au fort Barraux pour trouver du ravitaillement à sa division .
La bataille de Saint-Julien a été un  succès tactique pour les Autrichiens, qui infligèrent aux Français, selon certaines sources, la perte de 1 200 à 1 400 morts et blessés, ne subissant dans leur camp uniquement 650 pertes . D'autres auteurs estiment les pertes de Marchand à 1 000 tués et blessés et 300 prisonniers sur un total de 11 000 hommes engagés dans la bataille. Les Français ont également perdu cinq pièces d'artillerie .
Marchand renonça à se retirer ultérieurement quand il apprit que la division du général Bardet était en route pour le supporter, après avoir capturé le fort l'Écluse et avancé le long de la rive nord du Rhône vers Genève. Alarmé par cette incursion, Bubna ordonna immédiatement à Klebelsberg de se retirer de Saint-Julien vers Genève . À la fin de février, la division Pannetier et la cavalerie Digeon occupèrent Lons-le-Saulnier et chassèrent les Autrichiens de Poligny. Augereau installa son quartier général à Lons-le-Saulnier et ordonna à Musnier de le rejoindre avec ses forces. L'intention d'Augereau était de frapper à l'est par Morez pour atteindre Nyon sur la rive gauche du Lac Léman. Avant le 2 mars son avant-garde avait atteint Morez  . Quand il sut qu'Augereau était arrivé à Saint-Cergue près de Noyon, Bubna dut se préparer à être assiégé à Genève ou, au contraire, à risquer une bataille rangée devant la ville. La division Bardet occupa Saint-Genis-Pouilly à l'ouest de Genève tandis que Marchand atteignit la rive sud de l'Arve .
Croyant à tort que Bardet et Marchand pourraient capturer facilement Genève, Augereau ordonna la division Musnier situé à Champagnole de rejoindre les unités de Pannetier et Digeon vers le nord-est et Besançon. Apprenant ce changement de stratégie, Bubna décida de rester retranché à Genève, comprenant que Marchand n'avait pas assez de moyens pour conquérir la ville  . Le 4 mars, la nouvelle "Armée du Sud" autrichienne du général Federico Bianchi, forte de 40 000 hommes, fit son apparition sur le théâtre de la bataille en atteignant Chalon-sur-Saône avec ses colonnes avancées. Une deuxième colonne commandée par le général Maximilian Alexander von Wimpffen attaqua Poligny tandis qu'une troisième colonne commandée par le prince Philippe de Hesse-Homburg occupait Dole. En infériorité numérique, Augereau dut rapidement renoncer à tous ses gains territoriaux et ordonner une retraite générale sur Lyon pour défendre la ville .

## Souvenirs de la bataille
Des boulets de canons de la bataille se trouvent dans un monument commémoratif près de la fontaine de Thairy. Des combats à la baïonnette se sont déroulés au pied de l'église Saint-Brice de Thairy, qui subsiste de nos jours.
Dans le cadre de la contre-offensive mise en place par le maréchal Pierre Augereau contre les unités autrichiennes du général Ferdinand Bubna qui avaient envahi la Savoie, la division française du général Jean Gabriel Marchand attaqua les troupes autrichiennes du général Johann Klebelsberg qui tenaient la ville de Saint-Julien -en-Genevois ; s'ensuivirent de durs combats, à l'issue desquels les Français furent contraints de battre en retraite à court de munitions.